# One More Time (альбом)
«One More Time» — п'ятий альбом українського гурту «Soundstream», що вийшов у серпні 2011-го року як самовиданий цифровий реліз, перевиданий в листопаді 2020-го американським лейблом In The Clouds Records обмеженим тиражем на компакт-дисках.

## Про альбом
Робота над альбомом розпочалася наприкінці 2010-го року, коли до гурту приєдналася вокалістка Ганна Пазюра. Перша пісня з альбому, що також має назву «One More Time», була записана в листопаді того ж року. Вона потрапила в ротацію  відомого інтернет-радіо DI.FM, а також звучала на Радіо КПІ — студентській радіостанції Київського Політехнічного Інституту, де навчалися засновники гурту «Soundstream» — Денис Тіміш та Олександр Буланов.
Особливу увагу ді-джеїв також привернула пісня «Away», хоча гурт не планував робити з неї нічого особливого і майже нічого не робив для її розкрутки.
Також варто відзначити композицію «SOUNDSTREAM Plays 4 U!», яка звучала на відомому московському клубному інтернет-радіо «clubberry.fm» (наразі неактивне).
Окрім типового для «Soundstream» денскору альбом також містить композиції в стилях електро-хаус («You Came», «I Believe» та ін.) та євроденс («One More Time (Power Dance Mix)»). «You Came» є рімейком на пісню Кім Вайлд.
«One More Time» став останнім альбомом, що був записаний з Олександром Булановим, у першій половині 2012-го року він покидає гурт. 

## Перелік композицій
| One More Time | One More Time                               | One More Time                  | One More Time                        | One More Time |
| #             | Назва                                       | Автор                          | Продсер(и)                           | Тривалість    |
| ------------- | ------------------------------------------- | ------------------------------ | ------------------------------------ | ------------- |
| 1.            | «One More Time»                             | Денис Тіміш                    | Денис Тіміш                          | 4:27          |
| 2.            | «Hold On Me»                                | M.A.S. de Vries, Денис Тіміш   | Денис Тіміш                          | 4:02          |
| 3.            | «You Came»                                  | Ріккі Вайлд, Кім Вайлд         | Ріккі Вайлд, Тоні Свейн, Денис Тіміш | 3:31          |
| 4.            | «Summertime»                                | Денис Тіміш                    | Денис Тіміш                          | 4:25          |
| 5.            | «Only You (feat. Kate Lesing)»              | Міхаель Тойбер, Денис Тіміш    | Денис Тіміш                          | 5:01          |
| 6.            | «I Believe (feat. MC Yama)»                 | Денис Тіміш                    | Денис Тіміш                          | 4:20          |
| 7.            | «Away»                                      | M.A.S. de Vries                | Денис Тіміш                          | 4:45          |
| 8.            | «Shake It»                                  | Радослав Розбіцкі, Денис Тіміш | Радослав Розбіцкі, Денис Тіміш       | 4:29          |
| 9.            | «Can't Get Enough»                          | Денис Тіміш                    | Денис Тіміш                          | 5:24          |
| 10.           | «SOUNDSTREAM Plays 4 U!»                    | Денис Тіміш                    | Денис Тіміш                          | 4:41          |
| 11.           | «One More Time (Power Dance Mix)»           | Денис Тіміш                    | Денис Тіміш                          | 4:13          |
| 12.           | «I Believe (feat. MC Yama) (Party Mix)»     | Денис Тіміш                    | Денис Тіміш                          | 3:38          |
| 13.           | «Only You (feat. Kate Lesing) (Summer Mix)» | Міхаель Тойбер, Денис Тіміш    | Денис Тіміш                          | 6:07          |
| 14.           | «One More Time (Tunerz Inc. Remix)»         | Денис Тіміш                    | Tunerz Inc., Денис Тіміш             | 5:02          |

## Музиканти
- Ганна Пазюра — вокал
- Олександр Буланов — реп
- Денис Тіміш — клавішні, аранжування

### Запрошені музиканти
- Kate Lesing — вокал (5, 13)
- MC Yama — реп (6, 12)